# Угоняй
Угоняй — новгородский тысяцкий в Древней Руси. В сказании иоакимовской летописи о крещении Новгорода, приведённым в «Истории Российской» Татищевым, вместе с жрецом Богомилом Соловьём возмущал своих сограждан-новгородцев ("ездя всюду, вопил: «Лучше нам помрети, неже боги наша дати на поругание»") против новой, христианской веры и был побеждён киевским тысяцким Путятой. Н. М. Карамзин считал приведённую Татищевым историю крещения Новгорода выдумкой. Однако археологические раскопки в Новгороде академика Янина В. Л. свидетельствуют в пользу версии Татищева.